# Henry E. Holt
Henry E. Holt, ameriški astronom, * 27. september 1929, Richwood, Zahodna Virginija, ZDA, † 5. maj 2019, Tempe, Arizona, ZDA.

## Delo
Odkril je veliko asteroidov. Je soodkritelj periodičnih kometov 121P/Shoemaker-Holt, 127P/Holt-Olmstead in 128P/Shoemaker-Holt.
V njegovo čast so poimenovali asteroid 4435 Holt.